# Cantone di Saramon
Il Cantone di Saramon era una divisione amministrativa dell'arrondissement di Auch, con capoluogo Saramon. Situato nel dipartimento di Gers e nella regione dei Midi-Pirenei, ha un'altitudine compresa fra i 157 metri sul livello del mare di Aurimont e i 314 metri sul livello del mare di Moncorneil-Grazan, per una media di 239 metri.
A seguito della riforma approvata con decreto del 26 febbraio 2014, che ha avuto attuazione dopo le elezioni dipartimentali del 2015, è stato soppresso.

## Composizione
Il cantone aveva una popolazione di 3 025 abitanti (secondo il censimento del 2009) su una superficie di 188,23 km², con una densità di 16,07 abitanti al km². Del cantone facevano parte 16 comuni: 
- Aurimont
- Bédéchan
- Boulaur
- Castelnau-Barbarens
- Faget-Abbatial
- Lamaguère
- Lartigue
- Moncorneil-Grazan
- Monferran-Plavès
- Pouy-Loubrin
- Saint-Martin-Gimois
- Saramon
- Sémézies-Cachan
- Tachoires
- Tirent-Pontéjac
- Traversères